# Краснинский (Челябинская область)
Кра́снинский — посёлок в Верхнеуральском районе Челябинской области России. Административный центр Краснинского сельского поселения.

## География
Посёлок находится на правом берегу озера Лебяжье, на расстоянии 32 км к северо-востоку от города Верхнеуральск, административного центра района.

## Население
| 2002 | 2010  |
| ---- | ----- |
| 1656 | ↘1368 |

### Половой состав
По данным Всероссийской переписи, в 2010 году численность населения посёлка составляла 1368 человек (636 мужчин и 732 женщины).

## Улицы
| - ул. Гагарина, - ул. Зелёная, - ул. Карла Маркса, - ул. Молодёжная, | - ул. Набережная, - ул. Пушкина, - ул. Советская, - ул. Школьная. |

## Известные уроженцы
- Алевский, Гаврил Васильевич (1924—2008) — советский комбайнёр, Герой Социалистического Труда.
- Кудрин, Степан Веденеевич (1918—1964) — советский комбайнёр, Герой Социалистического Труда.
- Менщиков, Иван Петрович (1913—1963) — советский комбайнёр, Герой Социалистического Труда.